# Niwāri
Niwāri är en ort i Indien.   Den ligger i distriktet Ghaziabad och delstaten Uttar Pradesh, i den norra delen av landet, 40 km nordost om huvudstaden New Delhi. Niwāri ligger 225 meter över havet och antalet invånare är 10 330.
Terrängen runt Niwāri är mycket platt. Runt Niwāri är det mycket tätbefolkat, med 1 313 invånare per kvadratkilometer. Närmaste större samhälle är Murādnagar, 11,3 km söder om Niwāri. Trakten runt Niwāri består till största delen av jordbruksmark.